# Sarah Jane Brown
Pour les articles homonymes, voir Sarah Brown.
Sarah Jane Brown, née Macaulay, née le 31 octobre 1963 à Beaconsfield dans le Buckinghamshire, est l'épouse de l'ancien Premier ministre du Royaume-Uni, Gordon Brown, chef du gouvernement britannique de 2007 à 2010.

## Biographie
Sarah Macaulay est sortie diplômée de l'université de Bristol.
Elle rencontre Gordon Brown en 1994 quand ils se retrouvent assis l'un à côté de l'autre dans un vol pour l'Écosse.
Le 3 août 2000, elle épouse le chancelier de l'Échiquier, à North Queensferry, la ville d'enfance de Gordon Brown. Le 28 décembre 2001, elle donne naissance à leur premier enfant, Jennifer Jane, petite fille prématurée qui meurt le 8 janvier 2002. Son second enfant, John, verra le jour le 17 octobre 2003. Enfin, le dernier enfant de la famille chez qui a été diagnostiquée une mucoviscidose, James Fraser, naîtra en 2006.
Le 27 juin 2007, Gordon Brown est nommé Premier ministre du Royaume-Uni par la reine Élisabeth II. Lorsque le couple Brown prit ses quartiers au 10 Downing Street, l'épouse du Premier ministre britannique s'impliqua activement dans quelques actions de caractère caritatif, poursuivant, en ce sens, la tradition respectée par celles qui la précédèrent à la résidence du chef du gouvernement ; elle usa, cependant, d'un secrétariat, d'un personnel et d'un bureau, ce dont ne jouissait guère Cherie Blair, l'épouse du précédent Premier ministre.
Sarah Brown s'est activement impliquée dans la campagne des élections générales de mai 2010, menée par le Parti travailliste, dirigé par son époux. Cependant, Gordon Brown, qui n'est guère parvenu à former une coalition avec les libéraux, véritables arbitres du scrutin, fut contraint de quitter le 10 Downing Street.